# Hirkanija
Hirkanija je naziv drevne satrapije koja danas obuvhaća područje modernih iranskih pokrajina Golestana, Mazandarana i Gilana, te dijelove Turkmenistana. Nalazila se istočno od Kaspijskog jezera, zbog čega su ga Stari Grci nazivali „Hirkanijskim morem“, te sjeverno i istočno od planine Alborz. Perzijanci su je smatrali jednom od „dobrih zemalja“ koju je osobno stvorilo božanstvo Ahura Mazda. Na sjeveroistočnoj strani, Hirkanija je bila otvorena stepama Središnje Azije u kojoj su stoljećima živjela nomadska plemena.

## Etimologija
Naziv „Hirkanija“ potječe od od grčke riječi Hyrcania, što je pak izvedenica akadske riječi Urqananu odnosno perzijske riječi Verkâna, koja se spominje u Behistunskim natpisima iz doba vladavine Darija Velikog. Perzijska riječ Verkā („gorg“) znači „vuk“, što podrazmijeva kako Hirkanija zapravo znači „zemlja vukova“. Gorgan, glavni grad iranske pokrajine Golestan, također je izvedenica od navedene staroperzijske riječi.

## Povijest

### Ahemenidsko doba
Hirkanija je postala dijelom Perzijskog Carstva u doba vladavine Kira Velikog (559. – 530. pr. Kr.) ili Kambiza II. (559. – 522. pr. Kr.). Čini se kako je satrapija pod Ahemenidima bila dio važnije Partije, budući kako nije zabilježena na Darijevom popisu satrapija ili na Kserksovim dokumentima. Najveći grad, metropola i sjedište „kraljevske palače“ u Hirkaniji bio je Zadracarta. Prema Behistunskim natpisima poznato je kako je regija 522. pr. Kr. bila dijelom carstva, budući kako je Darije Veliki dao uklesati popis svih dotad osvojenih teritorija. Samo nekoliko mjeseci prije Darijevog stupanja na perzijski tron, carstvom je zavlagao uzrupator Gaumata koji nije pripadao ahemenidskoj dinastiji. Ipak, sedam perzijskih plemića skupilo se i zajedničkim snagama su svrgnuli lažnog velikog kralja krajem rujna 522. pr. Kr. kada na vlast dolazi Darije I. Veliki. Odmah nakon njegovog stupanja na tron, izbio je ustanak diljem carstva; u Armeniji, Asiriji, Partiji i Hirkaniji. Unatoč pobuni, perzijski garnizon u Partiji kojeg je vodio Darijev otac Histasp i dalje je odolijevao napadima pobunjenika. U ožujku 521. pr. Kr. Parti su se udružili sa stanovnicima Hirkanije i ponovo napali garnizon, no još jednom su poraženi. Nedugo kasnije, Darije je pristigao u pomoć ocu i ugušio pobunu. Ova priča na Behistunskim natpisima prvi je povijesni dokument koji spominje Hirkaniju.
U 5. stoljeću pr. Kr. grčki povjesničar Herodot iz Halikarnasa spominje Hirkaniju u svome djelu „Povijesti“. On na zbunjujući način piše o sustavima navodnjavanja, koja su detaljnije objašnjena u djelima Polibija u 2. stoljeću. Herodot također piše kako su stanovnici Hirkanije sudjelovali u Kserksovoj vojsci protiv Grčke (480. pr. Kr.), te navodi kako su nosili isto oružje kao i Perzijanci.
Postoji mogućnost kako je u Hirkaniji tokom ahemenidskog doba počela gradnja Velikog gorganskog zida, no ona se uglavnom pripisuje kasnijim iranskim dinastijama. Ipak, postoji mogućnost kako su Parti i Sasanidi gradili navedene fortifikacije na postojećim ahemenidskim ruševinama.
Nakon što je umro perzijski vladar Artakserkso I. (465. – 434. pr. Kr.) slijedi pomalo zbunjujuće razdoblje u kojem su carstvom vladala trojica njegovih sinova: Kserkso II., Sogdijan i Darije II. Potonji je političku karijeru počeo kao satrap Hirkanije, pa se prilikom uspona na perzijski tron vjerojatno služio vojskama iz Hirkanije i ostalih „gornjih satrapija“ kao što su Arija, Partija, Arahozija, Baktrija i Sogdijana. 
Hirkanija se također spominje i u doba osvajanja Aleksandra Makedonskog; njeni stanovnici sudjelovali su u bitci kod Gaugamele (331. pr. Kr.), a kada je ubijen zadnji ahemenidski kralj Darije III. Kodoman, mnogi perzijski plemići (poput Artabaza II.) povukli su se u Hirkaniju gdje su se predali Aleksandru.

### Seleukidsko doba
Nakon Aleksandrove smrti, njegovo carstvo se raspalo a Hirkanija je postala dijelom novog, Seleukidskog Carstva. Krajem 3. stoljeća pr. Kr. sjeveroistočni nomadi Parni provalili su u Partiju i Hirkaniju. Unatoč tome što su Seleukidi zauvijek izgubili Partiju, Hirkaniju je ponovo osvojio seleukidski vladar Antioh III. Veliki, no nakon samo jedne generacije pokrajina je ponovo izgubljena.

### Arsakidsko doba
U doba partskog Arsakidskog Carstva, Hirkanija je postala važnim dijelom zemlje budući kako je dijelila carstvo od sjeveroistočnih stepa. Poznato je kako su partski kraljevi koristili jedan od hirkanijskih gradova kao ljetnu rezidenciju. Također, Parti su počeli s gradnjom Velikog gorganskog zida koji se proteže 195 km i sastoji od preko 30 utvrda. Zapadni povjesničari pogrešno su gradnju pripisivali Aleksandru, no fortifikacija takvih dimenzija nije mogla biti izgrađena u doba njegove kratkotrajne vladavine. Povijesni izvori tvrde kako se Hirkanija pobunila 58. godine, no ustanak je okončan mirovnim sporazumom.

### Sasanidsko doba
Hirkanija je bila satrapija Sasanidskog Carstva sve do islamskih osvajanja. Budući kako se radilo o strateški važnoj pokrajini kroz koju su često napadala plemena iz Središnje Azije, Sasanidi su izgradili brojne fortifikacije od kojih je najpoznatiji Veliki gorganski zid koji se proteže 195 km.

### Islamsko doba
Nakon što je Sasanidsko Carstvo palo u ruke arapskim islamskim osvajačima, mnogi sasanidski plemići pobjegli su u Hirkaniju gdje su se trajno naselili. U 8. stoljeću, kalifat nije uspio pokoriti Hirkaniju budući kako je bila geografski izolirana a branili su je mnogi poznati zapovjednici kao što su Vandad Hormuz, Maziar i Babak Horamdin. Pod zapovjedništvom dinastija kao što su Karen i Bavand, Hirkanija je ostala nezavisnom ili poluzavisnom godinama nakon pada Sasanida.

## Hirkanija u književnosti
U latinskoj literaturi, Hirkanija se često spominje u kontekstu tigrova za koje se smatra kako su bili vrlo rasprostranjeni u antičko doba. Ipak, perzijski tigrovi su najvjerojatnije izumrli u ranim 1970-im, iako postoji mogućnost kako su 2004. viđeni u Turskoj. Hirkanija se spominje u Cervantesovom djelu Rinconete y Cortadillo iz 1613. godine, te u Shakespearovoj drami Henrik VI., gdje vojvoda od Yorka u negativnom kontekstu uspoređuje kraljicu Margaretu s „hirkanijskim tigrom“.
Shakespear u svom djelu Hamletu, tigra naziva zvijere hirkansko.

## Vanjske poveznice
- Hirkanija (Livius.org, Jona Lendering)  Arhivirana inačica izvorne stranice od 4. lipnja 2011. (Wayback Machine)
- Hirkanija (enciklopedija Britannica)
- Gorgan (enciklopedija Iranica, A. D. H. Bivar)  Arhivirana inačica izvorne stranice od 29. siječnja 2009. (Wayback Machine)